# Andy Kawaya
Andy Kawaya (Brussel, 23 augustus 1996) is gewezen een Congolees-Belgisch profvoetballer, die doorgaans speelt als linksbuiten. In 2013 maakte hij zijn debuut voor Anderlecht. Kawaya is de broer van eveneens voetballer Lance Kawaya.

## Clubcarrière

### Jeugd
Kawaya groeide op in een gezin met zeven kinderen, vier jongens en drie meisjes. Andy is de op twee na jongste van het gezin Kawaya. Hij begon net als zijn broer Lance met voetballen bij de jeugd van FC Brussels, maar maakte als tiener de overstap naar Anderlecht. De snelle linkerflankaanvaller groeide er uit tot een van de grootste jeugdtalenten. In de zomer van 2013 overwoog Anderlecht even om hem uit te lenen aan KV Mechelen.

### RSC Anderlecht
Kawaya bleef bij Anderlecht en werd op 25 september 2013 voor de bekerwedstrijd tegen tweedeklasser KAS Eupen voor het eerst in de wedstrijdselectie van coach John van den Brom opgenomen. Hij mocht in dat duel na 53 minuten invallen voor Frank Acheampong. Een seizoen later maakte hij onder trainer Besnik Hasi zijn officieel debuut in zowel de competitie als Europa. Op 1 november 2014 mocht hij in de thuiswedstrijd tegen KSC Lokeren na 86 minuten invallen voor Dennis Praet. Anderlecht stond op dat ogenblik 1-0 achter, maar kwam toch nog terug tot 1-1. Enkele dagen later debuteerde hij ook in de Champions League. In de uitwedstrijd tegen Arsenal mocht hij tijdens de rust invallen voor Ibrahima Conté. Anderlecht stond toen 2–0 achter, maar kwam uiteindelijk nog terug tot 3-3. Kawaya had met zijn assist een belangrijk aandeel in het gelijkspel tegen de Engelse topclub.
Op 15 januari 2016 liep Kawaya met de Anderlecht-beloften een zware kuitbeenbreuk op tegen Union Sint-Gillis. Als gevolg hiervan moest hij het hele seizoen 2016/17 geblesseerd aan de kant blijven.

### Willem II
In januari 2016 werd de vleugelaanvaller voor een half jaar verhuurd aan Willem II, waar hij meer aan speeltijd toe zou moeten komen. Er werd geen optie tot koop afgesproken tussen de twee clubs.

### KV Mechelen
Op dinsdag 27 juni 2017 ondertekende de vleugelaanvaller voor twee seizoenen bij KV Mechelen. Kawaya herstelde bij KV Mechelen stilaan van zijn zware blessure die hij bij Anderlecht had opgelopen, maar uiteindelijk speelde hij slechts dertien wedstrijden voor de Manenblussers. Toen de club op het einde van het seizoen degradeerde uit de Jupiler Pro League, werd Kawaya in het uitstalraam gezet.

### US Avellino
Op 13 juni 2018 maakte Kawaya transfervrij de overstap naar US Avellino, waar hij voor drie seizoenen ondertekende. Lang duurde het avontuur echter niet: de club ging in de zomer van 2018 failliet, waardoor Kawaya de club moest verlaten nog voor hij zijn officiële debuut had gemaakt. Ook andere Belgen als Pierre-Yves Ngawa, Reno Wilmots, Kenneth Houdret, Soufiane Bidaoui, Benjamin Mokulu en Mohamed Soumaré moesten op zoek naar een andere werkgever.

### Cultural Leonesa
Kawaya werd na zijn vertrek uit Italië gelinkt aan onder andere RWDM en Dinamo Boekarest. De vleugelaanvaller vond echter pas na de jaarwisseling een nieuwe club: op 29 januari 2019 ondertekende hij een contract bij de Spaanse derdeklasser Cultural y Deportiva Leonesa, een club die zo snel mogelijk zijn tijdens het seizoen 2017/18 verloren plaats in het professionele voetbal wilde terugwinnen. Het contract had een duurtijd van zes maanden met een optie van twee jaar. Deze optie werd einde seizoen 2018/19 gelicht. Tijdens het tweeënhalve seizoen dat hij bij Cultural Leonesa speelde, haalde de ploeg achtereenvolgens een vijfde, tweede en zesde plaats in de Segunda División B. Dit gaf hen tijdens het seizoen 2019/20 de mogelijkheid om mee te doen met de play-offs. Tijdens de eerste ronde kon de ploeg Yeclano Deportivo nog uitschakelen, maar in de tweede ronde bleek CE Sabadell te sterk. Kawaya kreeg na afloop van het seizoen 2019/20 een compliment van ex-wereldkampioen Xabi Alonso, die hem de beste speler van de reeks noemde.
In het daaropvolgend seizoen 2020/21 speelde Kawaya 14 van de 24 competitiewedstrijden mee met Cultural Leonesa. De club slaagde er dat seizoen niet in om de eindronde te halen. Aangezien Kawaya weer op een professioneel niveau actief wilde zijn, was hij niet meer geïnteresseerd om zijn contract te verlengen.

### FC Cartagena
Op 17 juni 2021 ondertekende hij een tweejarig contract bij FC Cartagena. Zo keerde hij vanaf seizoen 2021/22 terug naar het professioneel voetbal in de Segunda División A. Hij maakte zijn debuut tijdens de met 1-3 verloren openingswedstrijd tegen UD Almería.  Hij verving in de eenentachtigste minuut Berto Cayarga.  Op de laatste dag van de transferperiode werd hij verenigd met gewezen ploegmaat bij Anderlecht, Mohammed Dauda.  Hij zou tijdens de vier eerste speeldagen drie maal optreden als invaller, maar vanaf de vijfde speeldag viel hij weg door een letsel aan de heupzenuw.  Vanaf einde november kwamen de eerste geruchten dat zijn contract zou eindigen tijdens de winterstop.  Midden januari werden de geluiden van een uitleen naar een ploeg uit de Primera División RFEF steeds luider.  De namen van Albacete Balompié, Racing Santander en streekgenoot UCAM Murcia CF vielen.  Maar uiteindelijk werd niets concreets en toen werd op 31 januari 2022 de samenwerking tussen club en speler na wederzijds akkoord stopgezet.

### Albacete Balompié
Dezelfde dag ondertekende hij een contract bij Albacete Balompié, een ploeg uit de Primera División RFEF.  Hij tekende er een contract tot 30 juni 2024.  Zijn eerste wedstrijd speelde hij op 6 februari 2022 tijdens het 0-0 gelijkspel op verplaatsing bij Linares Deportivo.  Een week later scoordde hij het derde doelpunt tijdens de 3-0 thuisoverwinning tegen UE Cornellà.  De ploeg zou uiteindelijk derde eindigen en na de play offs de promotie afdwingen.  Zou speelde hij vanaf seizoen 2022-2023 weer op het niveau van de Segundaa División A. Zijn eerste doelpunt scoorde hij tijdens de elfde speelronde.  Hij kwam tijdens de negenzeventigste minuut op het plein en vier minuten later scoorde hij de beslissende treffer van de 1-0 thuisoverwinning tegen Real Oviedo.  Maar na een half seizoen, zou hij zijn contract ontbinden. 

### Cultural Leonesa
Onmiddellijk na de ontbinding keerde hij terug naar de ploeg uit Leon, die actief was in de Primera Federatión.  Maar ook daar kon hij niet overtuigen, waardoor hij op het einde van het seizoen zonder ploeg kwam te zitten en met zijn actieve loopbaan stopte.

## Clubstatistieken
| Seizoen | Club              | Land               | Competitie            | Competitie | Competitie | Beker | Beker | Supercup | Supercup | Internationaal | Internationaal | Totaal | Totaal |
| Seizoen | Club              | Land               | Competitie            | Wed.       | Dlp.       | Wed.  | Dlp.  | Wed.     | Dlp.     | Wed.           | Dlp.           | Wed.   | Dlp.   |
| ------- | ----------------- | ------------------ | --------------------- | ---------- | ---------- | ----- | ----- | -------- | -------- | -------------- | -------------- | ------ | ------ |
| 2013/14 | RSC Anderlecht    | Vlag van België    | Jupiler Pro League    | 0          | 0          | 1     | 0     | 0        | 0        | 0              | 0              | 1      | 0      |
| 2014/15 | RSC Anderlecht    | Vlag van België    | Jupiler Pro League    | 7          | 0          | 2     | 0     | 0        | 0        | 2              | 0              | 11     | 0      |
| 2015/16 | RSC Anderlecht    | Vlag van België    | Jupiler Pro League    | 2          | 0          | 2     | 0     | —        | —        | 1              | 0              | 5      | 0      |
| 2015/16 | → Willem II       | Vlag van Nederland | Eredivisie            | 8          | 0          | 0     | 0     | —        | —        | —              | —              | 8      | 0      |
| 2016/17 | RSC Anderlecht    | Vlag van België    | Jupiler Pro League    | 0          | 0          | 0     | 0     | —        | —        | 0              | 0              | 0      | 0      |
| 2017/18 | KV Mechelen       | Vlag van België    | Jupiler Pro League    | 12         | 0          | 1     | 0     | —        | —        | —              | —              | 13     | 0      |
| 2018/19 | US Avellino       | Vlag van Italië    | Serie B               | 0          | 0          | 0     | 0     | —        | —        | —              | —              | 0      | 0      |
| 2018/19 | Cultural Leonesa  | Vlag van Spanje    | Segunda División B    | 6          | 1          | 0     | 0     | —        | —        | —              | —              | 6      | 1      |
| 2019/20 | Cultural Leonesa  | Vlag van Spanje    | Segunda División B    | 26         | 5          | 2     | 1     | —        | —        | —              | —              | 28     | 6      |
| 2020/21 | Cultural Leonesa  | Vlag van Spanje    | Segunda División B    | 14         | 1          | 1     | 0     | —        | —        | —              | —              | 15     | 1      |
| 2021/22 | FC Cartagena      | Vlag van Spanje    | Segunda División A    | 3          | 0          | 0     | 0     | —        | —        | —              | —              | 3      | 0      |
| 2021/22 | Albacete Balompié | Vlag van Spanje    | Primera División RFEF | 6          | 1          | —     | —     | —        | —        | —              | —              | 6      | 1      |
| 2022/23 | Albacete Balompié | Vlag van Spanje    | Segunda División A    | 7          | 1          | 0     | 0     | —        | —        | —              | —              | 7      | 1      |
| 2022/23 | Cultural Leonesa  | Vlag van Spanje    | Primera Federatión    | 7          | 1          | 0     | 0     | —        | —        | —              | —              | 7      | 1      |
| TOTAAL  | TOTAAL            | TOTAAL             | TOTAAL                | 98         | 10         | 9     | 1     | 0        | 0        | 3              | 0              | 110    | 11     |

## Erelijst
| Nationaal          |    |      |
| Belgisch kampioen  | 1x | 2014 |
| Belgische Supercup | 1x | 2014 |